# Rybnica (Białoruś)
Rybnica (biał. Рыбніца; ros. Рыбница) – wieś na Białorusi, w obwodzie grodzieńskim, w rejonie grodzieńskim, w sielsowiecie Porzecze.
Znajduje się tu kaplica prawosławna pw. św. Gabriela Zabłudowskiego (podlegająca parafii w Porzeczu), a także przystanek kolejowy Rybnica na linii dawnej Kolei Warszawsko-Petersburskiej.

## Historia
Dawniej w województwie trockim Rzeczypospolitej Obojga Narodów. W czasach zaborów w granicach Imperium Rosyjskiego, w guberni grodzieńskiej. W latach 1921–1939 leśniczówka leżała w Polsce, w województwie białostockim, w powiecie grodzieńskim, w gminie Porzecze.
Według Powszechnego Spisu Ludności z 1921 roku zamieszkiwało tu 108 osób, 14 było wyznania rzymskokatolickiego, 94 prawosławnego. Jednocześnie 6 mieszkańców zadeklarowało polską przynależność narodową a 102 białoruską. Było tu 19 budynków mieszkalnych.
Miejscowość należała do parafii prawosławnej i rzymskokatolickiej w Porzeczu. Podlegała pod Sąd Grodzki w Druskiennikach i Okręgowy w Grodnie; właściwy urząd pocztowy mieścił się w Porzeczu.
W wyniku napaści ZSRR na Polskę we wrześniu 1939 miejscowość znalazła się pod okupacją sowiecką. 2 listopada została włączona do Białoruskiej SRR. 4 grudnia 1939 włączona do nowo utworzonego obwodu białostockiego. Od czerwca 1941 roku pod okupacją niemiecką. 22 lipca 1941 r. włączona w skład okręgu białostockiego III Rzeszy. W 1944 miejscowość została ponownie zajęta przez wojska sowieckie i włączona do obwodu grodzieńskiego Białoruskiej SRR.
Od 1991 w strukturach administracyjnych Białorusi.